# Tomás Villalba

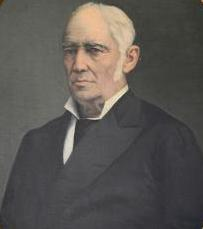
Tomás Villalba

Tomás Villalba Albín (* 9. Dezember 1805 in Dolores; † 12. Juli in 1886 Montevideo) war ein uruguayischer Politiker.
Villalba, der der Partido Nacional angehörte, war seit seiner Jugend ein Anhänger Manuel Oribes. So begleitete er diesen denn auch in der Regierung „del Cerrito“ und wurde zum Militär-Kommandeur von Soriano ernannt. In der Folgezeit hatte er sowohl die politische Führung als auch die Stelle des Polizeichefs im Departamento Colonia, sodann in Soriano und schließlich in Cerro Largo inne. Zwischen 1855 und 1858 war er in der Finanzverwaltung Contador General de la Nación (deutsch etwa: Schatzmeister der Nation). In der Regierungszeit Bernardo Prudencio Berros hatte er die Stellung des Finanzministers von 1860 bis 1861 inne. Als Senator saß er in der 9. Legislaturperiode ab dem 24. April 1863 für das Departamento Canelones in der Cámara de Senadores. Dort übernahm der 1864 zunächst das Amt des ersten Senatsvizepräsidenten, um im Folgejahr schließlich als Nachfolger Atanasio Cruz Aguirres die Senatspräsidentschaft zu übernehmen. Letztgenannten löste er dann am 16. Februar 1865 auch in der Staatsführung ab und fungierte somit als Interims-Präsident von Uruguay. Wenige Tage später, am 20. Februar 1865, wurde er in dieser Position von Venancio Flores abgelöst.